# Cefoxitina
La  cefoxitina  o cefossitina rientra fra le cefalosporine (agenti battericidi) di seconda generazione.

## Farmacodinamica
La cefoxitina è una cefalosporina di seconda generazione. Particolarmente resistente alla β-lattamasi è attiva nei confronti di batteri aerobi e anaerobi gram positivi (streptococcus pneumoniae, streptococcus pyogenes, staphylococcus aureus, clostridium perfringens, corynebacterium diphtheriae, listeria monocytogenes) e gram negativi (neisseria gonorrhoeae, neisseria meningitidis, escherichia coli, haemophilus influenzae, proteus mirabilis, proteus vulgaris, shigellae, klebsiella pneumoniae. Essa inibendo l'enzima carbossipeptidasi determina la lisi della parete cellulare ciò gli dona un'attività battericida.

## Farmacocinetica
Non assorbibile per via orale la assunzione avviene principalmente per via intramuscolare o endovenosa il legame proteico è alto e l'escrezione è per via urinaria. Il picco ematico avviene 20 minuti dopo l'assunzione intramuscolare. Non dializza e ha una bassa concentrazione nel liquor.

## Dosaggi
- Infezioni 1-2 g (endovena, dose massima 12 g al giorno)
- In caso di emoffiltrazione continua arterovenosa 2 g. in endovena ogni 8-12 ore
- per i bambini 50/75 mg/kg

## Controindicazioni ed Interazioni
Sconsigliato in soggetti con insufficienza renale, da evitare in caso di gravidanza e allattamento materno,  ipersensibilità nota al farmaco o in casi di allergia alle penicilline. Non somministrare insieme ad amminoglucosidi o diuretici per evitare l'eccessiva nefrotossicità.

## Effetti indesiderati
Fra gli effetti collaterali più frequenti si riscontrano senso di agitazione, rash, vertigini, orticaria, cefalea, nausea, diarrea, gastrite, sindrome di Stevens-Johnson, epilessia, epatite, prurito, flebite, ipotensione.